# Sakon Nakhon

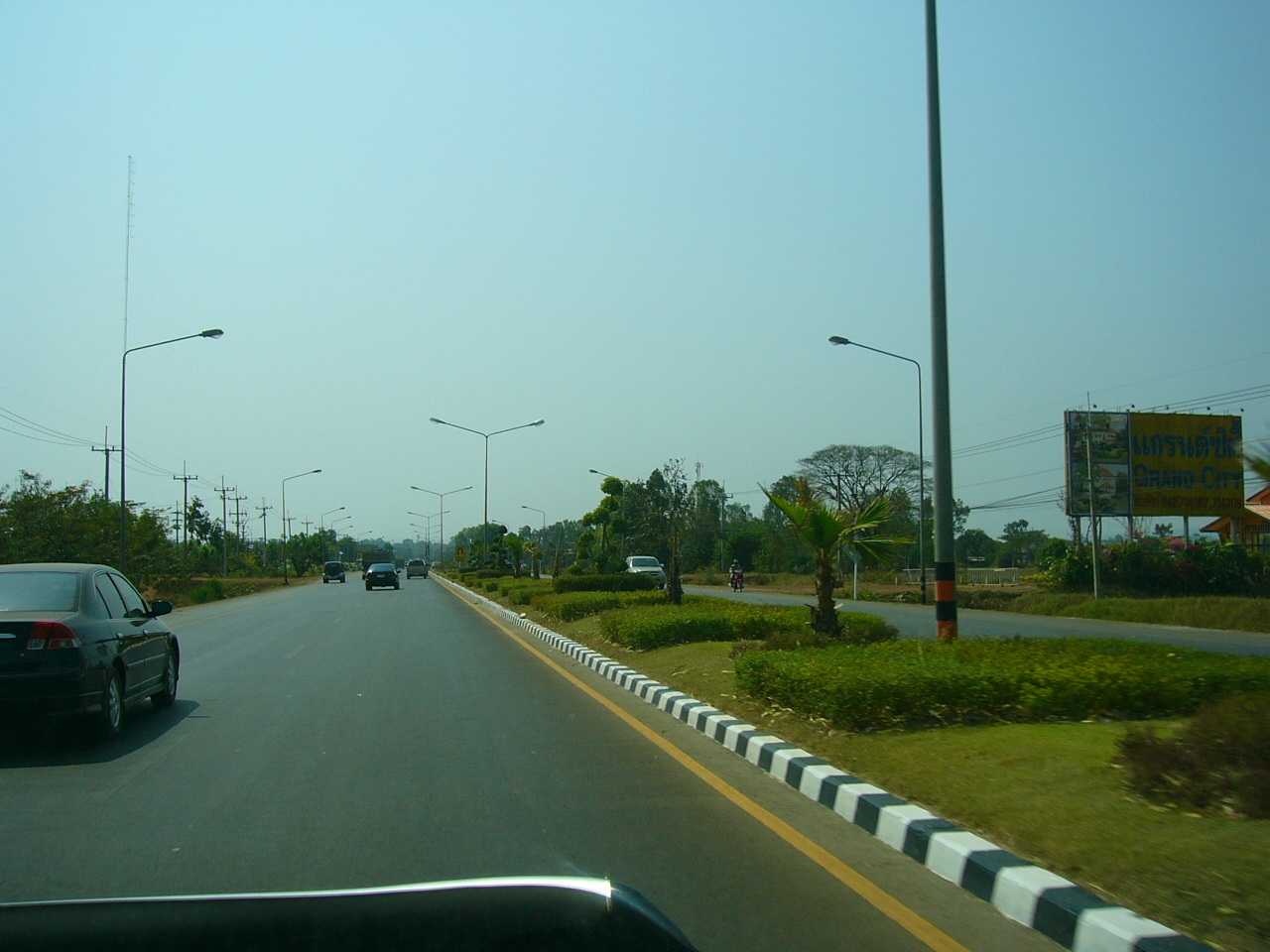
Avenida em Sakon Nakhon.

Sakon Nakhon é uma cidade da Tailândia, na região de Isan, capital da Sakon Nakhon.
Tem uma população de aproximadamente 76.000 habitantes. Conta com um aeroporto regional no norte. Durante a Segunda Guerra Mundial, a cidade se converteu em um refúgio para o Movimento Tailandês Livre, e uma base para as atividades da insurgência comunistas a finais da década de 1950. O pescado e o arroz são dois dos mais importantes produtos da região. O maior lago do nordeste da Tailândia está situado ao norte da cidade, conhecido como Nong Han.

## Ligações externos
- Artigo em um guia de viagens (em inglês).
- Página privada
- Foto galeria de página privada
- Local de eventos, acomodações, e foto galeria